# Acanthosyris spinescens
Acanthosyris spinescens oder der Quebrachillo, Quebracho (flojo), ist ein Baum in der Familie der Sandelholzgewächse aus dem nordöstlichen Argentinien, Uruguay und dem südlichen bis mittleren Brasilien.

## Beschreibung
Acanthosyris spinescens wächst als kleiner, oft laubabwerfender, langsamwüchsiger und dorniger Baum, mit kurzem Stamm, bis etwa 6 Meter hoch. Der Stammdurchmesser erreicht bis 30 Zentimeter. Die dickere, braune Borke ist rissig, furchig. Die Dornen sind bis 1 Zentimeter lang.
Die einfachen und wechselständigen, kahlen Laubblätter sind kurz gestielt. Sie sind ganzrandig, spatelförmig, verkehrt-eiförmig, -eilanzettlich oder eilanzettlich bis lanzettlich und abgerundet bis gestutzt oder eingebuchtet bis rundspitzig. Die Blätter sind 2–6 Zentimeter lang, bis 1,3 Zentimeter breit und mit einem bis 2 Millimeter langen Stiel.
Es werden wenigblütige Zymen gebildet. Die kleinen 2–3 Millimeter großen, zwittrigen und duftenden, kurz gestielten, grünen Blüten sind vier- bis fünfzählig mit einfacher Blütenhülle, die Kelchblätter fehlen. Die Petalen sind kurz verwachsen mit ausladenden bis zurückgelegten Zipfeln. Es sind 4–5 kurze Staubblätter vorhanden. Der Fruchtknoten ist halboberständig mit einem kurzen Griffel mit leicht lappiger Narbe. Es ist ein fleischiger Diskus mit kleinen, verlängerten und aufrechten Lappen vorhanden.
Es werden rundliche, teils „bereifte“, orange bis rötliche, etwa 2–3 Zentimeter große, nussartige Steinfrüchte (Scheinfrucht) mit Kron-, Griffel- und Diskusresten an der Spitze gebildet. Der Kern ist rundlich und holzig, mit großem Endosperm und winzigem Embryo.

## Taxonomie
Die Erstbeschreibung des Basionyms Osyris spinescens erfolgte 1864 durch Carl Friedrich Philipp von Martius und August Wilhelm Eichler in C.F.P.von Martius & auct. suc. (eds.), Fl. Bras. 13(1): 236. Die Umteilung in die Gattung Acanthosyris erfolgte 1879 durch August Grisebach in Abh. Königl. Ges. Wiss. Göttingen 24: 151. Ein weiteres Synonym ist Acanthosyris platensis Speg.

## Verwendung
Die süßlichen Früchte und die „Nüsse“, Samen sind essbar. Die Blätter werden medizinisch verwendet.
Das mittelschwere, recht beständige Holz wird für einige Anwendungen genutzt.